# Новые Тарашнуры
Новые Тарашнуры (мар. У Тарашныр) — деревня в Горномарийском районе Республики Марий Эл. Входит в состав Еласовского сельского поселения.

## География
Находится в юго-западной части республики Марий Эл на расстоянии приблизительно 23 км на юг-юго-запад от районного центра города Козьмодемьянск.

## История
Была основана в 1880 году выходцем из деревни Старые Тарашнуры. В 1897 году в ней числился 31 двор (153 человека), в 1915 году — 41 двор с населением в 180 человек. В 1919 году в деревне Новые Тарашнуры в 45 дворах проживало 188 человек, а в 1926 году — 194 человека. В 2001 году здесь было 49 дворов, в том числе 16 пустующих. В советское время работали колхозы «Луна», «Заветы Ильича», «Коммунизм», позднее СПК «Еласовский».

## Население
Население составляло 83 человека (горные мари 97 %) в 2002 году, 71 в 2010.